# Zoboun africký
Zoboun africký (Rynchops flavirostris) je druh zobouna. Vyskytuje se okolo řek, jezer a lagun v subsaharské Africe.

## Popis
Zobouni afričtí mají dlouhá křídla, které jsou spolu se svrškem hlavy a zadní část těla černé. Čelo a zbytek těla mají bílé zbarvení. Zobák je dlouhý, oranžový, dolní čelist je delší než horní. Nohy jsou jasně červené barvy. Průměrně měří asi 38 centimetrů.

## Výskyt
Žijí okolo klidných vodních ploch s písčitými břehy. Populace je odhadována na zhruba 15 000 až 25 000 jedinců.

## Chování
Tito zobouni létají přes klidné vody, kde loví ryby tak, že ponoří svoje dolní čelisti do vody. Bylo zpozorováno to, že loví rody Micralestes, Tilapia, Barbus, Marcusenius, Hepsetus, Aplocheilichthys a Petrocephalus.

### Rozmnožování
Tento druh zobouna hnízdí v menších koloniích na písečných březích. Jedna kolonie obsahuje méně než 50 párů a každý pár má snůšku 2 až 3 vajíčka (vzácně 4), které snáší do dolíku v písku.